# Miriam Álvarez de la Rosa Rodríguez
Miriam Álvarez de la Rosa Rodríguez (Santa Cruz de Tenerife, Islas Canarias, 1969) es una diplomática española. Es embajadora en Misión Especial para Derechos Humanos, Democracia y Estado de Derecho (desde 2025).

## Carrera diplomática
Nació en Santa Cruz de Tenerife. Tras licenciarse en Derecho en la Universidad de La Laguna (1987-1992) y realizar un máster en Derecho Comunitario en la Universidad Libre de Bruselas (1992-1993), ingresó en la Escuela Diplomática (1999).
Ha estado destinada en las embajadas de España en Ecuador (Quito), la OTAN (Bruselas), Suecia (Estocolmo), Marruecos (Rabat), y Portugal (Lisboa).
De regreso a Madrid, estuvo destinada en la Secretaría de Estado de Asuntos Exteriores (MAEUEC), en el Gabinete del secretario de Estado para la Unión Europea, en la Agencia Española de Cooperación Internacional para el Desarrollo y en la Dirección General de Política Exterior.
Fue embajadora de España en la República Islámica de Mauritania (2021-2025).

## Distinciones
Entre otras, ha recibido las siguientes distinciones:
- Cruz de Oficial de la Orden de Isabel la Católica
- Cruz de Oficial de la Orden del Mérito Civil
- Cruz del Mérito Militar con Distintivo Blanco